# Joop van der Zwaag
Johannes (Joop) van der Zwaag (Leeuwarden, 2 juni 1934 – Deventer, 31 december 2003) was een Nederlands politicus van de PvdA.
Na de mulo ging hij in Leeuwarden werken op het kantoor van R.S. Stokvis en daarna trad hij in dienst bij de Intercommunale Waterleiding Gebied Leeuwarden (IWGL). In die periode vervulde hij zijn dienstplicht bij de Koninklijke Marine. Terug bij de waterleiding studeerde hij in de avonduren voor het staatsexamen hbs waarvoor hij in 1958 het diploma haalde. Daarna ging hij werken bij BP; eerst bij de verkoopadministratie in Drachten en vanaf 1961 op het districtskantoor in Groningen en daarnaast studeerde hij voor de MO-akte economie. In 1964 ging hij werken bij de Drentse gemeente Roden waar hij het bracht tot hoofd van het grondbedrijf. In mei 1973 werd Van der Zwaag de burgemeester van Hindeloopen als indirect opvolger van de enkele maanden daarvoor overleden partijgenoot Albert Atema. In september 1977 volgde zijn benoeming tot burgemeester van Goor wat hij tot 1996 zou blijven. Daarnaast was hij vanaf november 1985 ruim een half jaar waarnemend burgemeester van Stad Delden. Hij overleed op oudjaarsdag 2003 op 69-jarige leeftijd.